# كأس أوروبا الوسطى 1935
كأس أوروبا الوسطى 1935 هو الموسم 9 من  كأس أوروبا الوسطى. أقيم خلال الفترة 15 يونيو 1935 وحتى 15 سبتمبر 1935، وكان عدد الأندية المشاركة فيه  16، وفاز فيه سبارتا براغ.

## نتائج الموسم
| المركز | فريق        | لعب | ف | ت | خ | له | عليه | ف.أ | نقاط | ملاحظة |
| ------ | ----------- | --- | - | - | - | -- | ---- | --- | ---- | ------ |
|        | سبارتا براغ |     |   |   |   |    |      |     |      |        |